# Conopeum spiculata
Conopeum spiculata är en mossdjursart som först beskrevs av Canu 1928.  Conopeum spiculata ingår i släktet Conopeum och familjen Membraniporidae. Inga underarter finns listade i Catalogue of Life.